# Sorocaba Airport
Sorocaba Airport (engelska: Bertram Luiz Leupolz Airport, portugisiska: Aeroporto Bertram Luiz Leupolz, Aeroporto Estadual de Sorocaba) är en flygplats i Brasilien.   Den ligger i kommunen Sorocaba och delstaten São Paulo, i den sydöstra delen av landet, 900 km söder om huvudstaden Brasília. Sorocaba Airport ligger 626 meter över havet.
Terrängen runt Sorocaba Airport är platt. Runt Sorocaba Airport är det tätbefolkat, med 550 invånare per kvadratkilometer.. Närmaste större samhälle är Sorocaba, 4,2 km sydost om Sorocaba Airport.
Runt Sorocaba Airport är det i huvudsak tätbebyggt.